# Joan Manuel Serrat: Cansiones
Cansiones es el vigesimoséptimo álbum del cantautor Joan Manuel Serrat publicado en el año 2000, bajo el seudónimo de Serrat|Tarrés, publicado por la compañía discográfica BMG-Ariola.
Disco compuesto de 14 canciones, la que abre el disco está compuesta por Serrat y el resto son versiones de temas compuestos por músicos hispanoamericanos o adaptaciones de canciones populares de diversos países. Serrat canta parte de una canción en lengua guaraní. El nombre del disco hace referencia a la pronunciación de la letra C que se hace en Hispanoamérica, muy similar a la pronunciación de la S. Escrita de esta manera, la palabra "canciones" se pronuncia en España de la misma manera que en Hispanoamérica.

## Canciones
| Pista | Título                | Autor                                                      | Tiempo |
| ----- | --------------------- | ---------------------------------------------------------- | ------ |
| 1     | Tarrés                | Tito Muñoz Joan Manuel Serrat                              | 3:28   |
| 2     | Soy lo prohibido      | Roberto Cantoral Francisco Dino López Ramos                | 3:06   |
| 3     | En la vida todo es ir | Juan Antonio Corretjer Roy Brown Ramírez                   | 3:39   |
| 4     | El último organito    | Homero Manzi Acho Manzi                                    | 3:55   |
| 5     | Mazúrquica modérnica  | Violeta Parra                                              | 2:45   |
| 6     | Yo sé de una mujer    | G. Sánchez Galarraga Graciano Gómez                        | 3:03   |
| 7     | Sabana                | José Salazar Simón Díaz                                    | 2:55   |
| 8     | El amor, amor         | Joan Manuel Serrat                                         | 4:12   |
| 9     | Che pykasumi          | Rubén Bareiro Saguier Joan Manuel Serrat                   | 4:25   |
| 10    | La maquinita          | Joan Manuel Serrat                                         | 5:02   |
| 11    | Fangal                | Virgilio Expósito Homero Expósito Enrique Santos Discépolo | 3:25   |
| 12    | El cigarrito          | Víctor Jara                                                | 2:57   |
| 13    | De un mundo raro      | José Alfredo Jiménez                                       | 3:01   |
| 14    | La llamada            | Pedro Ferreira                                             | 3:39   |

## Sencillos
| Año  | Sencillo              |
| 2000 | De un mundo raro      |
| 2000 | El amor, amor         |
| 2001 | El cigarrito          |
| 2001 | En la vida todo es ir |

## Datos técnicos

### Músicos
- Dirección musical, arreglos y piano: Josep Mas "Kitflus"
- Contrabajo: Víctor Merlo, Sergio Rivas y Federico Righi
- Guitarras españolas: Pedro Javier González, José Romero y Lucho González (músico)
- Percusión: Tito Duarte y Nan Mercader
- Acordeón: Gil Godstein
- Violín: Olvido Lanza, Daniel Lasca y Fernando Suárez Paz
- Mandola: Carles Benavent
- Pailas y Batería: Tino di Geraldo
- Piano: Hernan Possetti y Hugo Fattoruso
- Bandoneón: Marcelo Mercadante y Rodolfo Mederos

### Portada del disco
Serrat posa una clásica barbería cubana, recién afeitado en una foto junto a un barbero. En la contraportada, la imagen de una navaja con la inscripción "Serrat | Tarres".
- Dirección Creativa: Tito Muñoz
- Fotografías: Octavio Muñoz
- Estudios de grabación:
  - Preproducción: Jan Cadela (Barcelona). Ingeniero: Luis Atance.
  - Producción: Zanfonia (Barcelona)-Sondor (Montevideo)Wilson González - Gustavo de León-Panda (Buenos Aires)-Audiovisión (Bogotá)

Mezclas y masterización: Red Led (Madrid). Ingeniero: José Luis Crespo